# 모나코 공비 샤를린
샤를린 리넷 위트스톡(영어: Charlene Lynette Wittstock, 1978년 1월 25일 ~ )는 남아프리카 공화국의 수영 선수이며 모나코의 공 알베르 2세의 공비(영어: Her Serene Highness the Princess of Monaco, 프랑스어: Son Altesse Sérénissime la princesse consort de Monaco)이다.
현재의 짐바브웨인 로디지아의 불라와요에서 영국계 짐바브웨인 가정에서 조산아로 태어났다. 아버지는 세일즈맨, 어머니는 전 수영선수이자 코치로 활동했다. 밑으로 남동생이 2명 있다. 12살 때 가족이 남아프리카 공화국의 하우텡 주로 이주했다. 2000년에는 오스트레일리아의 시드니에서 개최된 2000년 하계 올림픽에 참가하여, 여자 400m 릴레이로 5위를 하였다. 2011년에는 2006년부터 교제하고 있던 모나코의 알베르 2세와 결혼하였다. 2014년에는 이란성 쌍둥이 남매 가브리엘라와 자크를 낳았다.